# Владимир Шейтанов
Владимир Шейтанов е български юрист и дипломат.

## Биография
Завършва френската гимназия в София. Получава подготовка на кариерен дипломат със солидно образование по „международно право“ в МГИМО, Москва, и следдипломна квалификация от София, Женева и Вашингтон.
Дипломатическата му кариера го отвежда на различни длъжности (вкл. и консул) до Варшава, Стокхолм, Ню Йорк, Отава, Анкара, Москва, Будапеща, Женева. Уволнен е от Министерството на външните работи по типичен за онова време начин - след 5-месечна специализация през 1997 г. в Института по международни отношения (Джорджтаунски университет) във Вашингтон.
Първите му ангажименти като адвокат са свързани с дела пред Европейския съд по правата на човека в Страсбург.

## Дело на медиците в Либия
През 1999 г. поема защитата на българските медици в Триполи, обвинени в заразяване на 393 либийски деца с вируса HIV. Ангажира се да защитава обвиняемите, за които са поискани смъртни присъди и делото е предадено на съда и прокуратурата от органите на сигурността на Либия. Той е първият чуждестранен адвокат, допуснат до защита пред либийския „Народен съд“.
На неговото участие в делото се дължат:
- разобличаването на изтезанията над българите на етапа на предварителното производство,
- поканването на международни наблюдатели на процеса,
- разпитът на подсъдимите пред съда,
- интернационализирането на казуса в Либия,
- представянето пред съда на единствената медицинска експертиза от страна на защитата.

Владимир Шейтанов е първият адвокат на медиците. Защитава ги в периода 2000 – 2002, като правата му са подновени през 2007 г.
Съдебният процес е доминиран от голямата политика. Това изисква от защитника да съчетава функциите на адвокат с тези на дипломат. В края на краищата Народният съд отхвърля най-тежкото обвинение срещу българските подсъдими – участие в международен заговор на МОСАД и ЦРУ срещу Джамахирията.
В края на участието на адвокат Шейтанов в процеса излиза решението на българския съд срещу неговото незаконно уволнение от Министерството и за възстановяване на работа. През 2002 г. отново е уволнен от министър Соломон Паси – най-вероятно поради непреклонната му позиция за пълното оневиняване на подсъдимите българи.
На 24 април 2007 г. излиза книгата на адвокат Шейтанов „СПИН процесът в Триполи“. В нея се описват събитията, докато тече делото.